# Hinzuanius pardalis
Hinzuanius pardalis is een hooiwagen uit de familie Biantidae.